# Municipio de Bigler
El municipio de Bigler (en inglés: Bigler Township) es un municipio ubicado en el condado de Clearfield en el estado estadounidense de Pensilvania. En el año 2000 tenía una población de 1.368 habitantes y una densidad poblacional de 21.3 personas por km².

## Geografía
El municipio de Bigler se encuentra ubicado en las coordenadas 40°49′51″N 78°26′04″O / 40.83083, -78.43444.

## Demografía
Según la Oficina del Censo en 2000 los ingresos medios por hogar en la localidad eran de $22,792 y los ingresos medios por familia eran de $28,482. Los hombres tenían unos ingresos medios de $26,471 frente a los $17,604 para las mujeres. La renta per cápita de la localidad era de $12,434. Alrededor del 19,5% de la población estaba por debajo del umbral de pobreza.